# Madame et son clochard
Pour plus de détails, voir Fiche technique et Distribution.
Madame et son clochard (titre original : Merrily We Live) est un film américain réalisé par Norman Z. McLeod, sorti en 1938.

## Synopsis
Grosvenor, le majordome des Kilbourne, découvre au petit déjeuner que l'argenterie de la famille a été volée par Ambrose, le dernier clochard qu'Emily Kilbourne a pris sous son aile comme chauffeur dans sa dernière tentative de réformer les hommes déchus et démunis, à la grande exaspération du reste de la famille. Une Emily bouleversée jure de ne plus accueillir de clochards, à la grande joie du reste de la famille. Cependant, plus tard dans la matinée, Wade Rawlins apparaît sur le pas de la porte des Kilbourne avec une voiture délabrée est tombée en panne. Il explique que lorsqu'il est sorti de la route, elle a roulé du haut d'une falaise mais s'en est sorti indemne. Il souhaite utiliser le téléphone mais au lieu de cela, il est immédiatement adopté par Emily Kilbourne, qui le nomme comme son nouveau chauffer de remplacement, malgré les efforts grossiers de Grosvenor et des filles d'Emily, Geraldine et Marion pour l'en empêcher. D'autres tentatives pour convaincre Mme Kilbourne de se débarrasser de ce dernier clochard sont béatement ignorées.
Rawlins, le nouveau chauffeur, est logé dans les quartiers des domestiques. On l'entend parler tout seul pendant qu'il fait le ménage chez Grosvenor et on le soupçonne d'être fou. Jerry et Marion voient le clochard relooké comme un parfait gentleman, ce que Jerry approuve lorsque Rawlins repousse l'arrogant petit ami de Jerry, Herbert Wheeler. Ils ont maintenant des doutes lorsque leur père, Henry Kilbourne, qui est rentré du travail, dit à Emily qu'il met son pied à terre et ordonne qu'ils se débarrassent de son dernier clochard le lendemain.
Le lendemain, Emily Kilbourne, malgré les ordres de se débarrasser de Wade, l'entraîne à être un valet de pied au dîner du soir pour le sénateur Harlan. Ce soir-là, grâce à une farce inventée par Marion, Rawlins est accidentellement invité à l'important dîner du sénateur Harlan, qui l'apprécie beaucoup, tout comme sa fille Minerva.
Le lendemain matin, la famille découvre que Rawlins occupe la chambre d'amis. Impossible de le mettre dehors, car on découvre qu'il est désormais un confident du sénateur Harlan et la cible de l'affection de sa fille. Jerry est rongée par la jalousie, car elle voit Minerva flirter avec Rawlins au golf plus tard dans la matinée. Après une prise de bec avec Jerry, Rawlins prend le reste de la journée pour faire une course. La voiture qu'il a accidentée s'avère être un prêt. Il va la payer, mais la voiture a été retrouvée et la police informe le propriétaire de la voiture que Rawlins est supposé être mort. L'homme part identifier sa voiture. Ainsi, lorsque Rawlins arrive, l'assistant du propriétaire, George (Willie Best), pense qu'il s'agit d'un fantôme. Les Kilbournes croient que Rawlins est parti pour de bon, au grand désarroi de Jerry qui a attendu pour se réconcilier avec lui.
Le lendemain matin, au petit déjeuner, le journal annonce la mort de E. Wade Rawlins, le célèbre romancier, dans un accident de voiture, au grand choc et à la consternation de la famille, de la cuisinière et de la femme de chambre. Lorsque Rawlins réapparaît, bien vivant, Jerry est immensément soulagé.

## Fiche technique
- Titre : Madame et son clochard
- Titre original : Merrily We Live
- Réalisation : Norman Z. McLeod
- Scénario : Eddie Moran et Jack Jevne (en)
- Photographie : Norbert Brodine
- Montage : William H. Terhune
- Musique : Marvin Hatley
- Direction artistique : Charles D. Hall
- Décors : William Stevens
- Costumes : Irene (pour Constance Bennett) et Howard Greer (pour Billie Burke)
- Producteurs : Milton H. Bren (en), Hal Roach
- Société de production :  Hal Roach Studios
- Société de distribution :  Metro-Goldwyn-Mayer (MGM)
- Pays d'origine :  États-Unis
- Langue : Anglais
- Format : Noir et blanc — 35 mm — 1,37:1 — Son : Mono
- Genre : Comédie
- Durée : 95 minutes
- Dates de sortie : 
  - États-Unis : 4 mars 1938
  - Danemark : 13 juin 1938
  - Finlande : 14 août 1938
  - France : 15 octobre 1938
  - Portugal : 23 juin 1939

Art Direction by 
	Set Decoration by 
	...	(as W.L. Stevens) (set decorations)Sound Department 
William Randall	...	soundVisual Effects by 
Roy Seawright	...	photographic effects

## Distribution
- Constance Bennett : Jerry Kilbourne
- Brian Aherne : E. Wade Rawlins
- Alan Mowbray : Grosvenor, le maître-d'hôtel
- Billie Burke : Mme Emily Kilbourne
- Patsy Kelly : Etta
- Ann Dvorak : Minerva Harlan
- Tom Brown : Kane Kilbourne
- Clarence Kolb : Henry Kilbourne
- Bonita Granville : Marian Kilbourne
- Marjorie Rambeau : Mme Harlan
- Phillip Reed : Herbert Wheeler
- Willie Best : George W. Jones
- Marjorie Kane : Rosa
- Paul Everton : le sénateur William « Willie » Harlan

Acteurs non crédités
- Sarah Edwards : Mme Fleming
- Pat Flaherty : Pat
- Kenneth Harlan : M. Remington, invité au dîner
- Olin Howland : Jed Smith